# Stenospermation rusbyi
Stenospermation rusbyi — вид квіткових рослин із родини кліщинцевих (Araceae), роду Stenospermation. Це витка рослина, рідним ареалом якої є Болівія, Еквадор.